# Pournoy-la-Grasse
Pournoy-la-Grasse [puʁnwa la ɡʁas] ist eine französische Gemeinde mit 741 Einwohnern (Stand 1. Januar 2022) im Département Moselle in der Region Grand Est (bis 2015 Lothringen). Sie gehört zum Arrondissement Metz.

## Geographie
Pournoy-la-Grasse liegt 13 Kilometer südöstlich von Metz und einen Kilometer nordöstlich von Verny auf einer Höhe zwischen 172 und 246 m über dem Meeresspiegel. Das Gemeindegebiet umfasst 7,19 km².

## Geschichte
Die Ortschaft gehörte früher zum Bistum Metz.
Die gold-blauen Sparren im Gemeindewappen weisen darauf hin, dass Pournoy Teil des Metzer Landes (pays-messin) war. Die Pflaumen symbolisieren den Ortsnamen (lateinisch Prunus / französisch Prunier).
Durch den Frankfurter Frieden vom 10. Mai 1871 kam die Region an Deutschland und das Dorf wurde dem Landkreis Metz im Bezirk Lothringen des Reichslandes Elsaß-Lothringen zugeordnet.
Nach dem Ersten Weltkrieg musste die Region aufgrund der Bestimmungen des Versailler Vertrags 1919 an Frankreich abgetreten werden. Im Zweiten Weltkrieg war die Region von der deutschen Wehrmacht besetzt und stand unter deutscher Verwaltung. Ende 1944 wurde Pournoy-la-Chétive von den Westalliierten eingenommen und dabei schwer zerstört.
Das Dorf trug 1915–1919 und 1940–1944 den eingedeutschten Namen Großprunach. 

### Bevölkerungsentwicklung
| Jahr      | 1962 | 1968 | 1975 | 1982 | 1990 | 1999 | 2007 | 2019 |
| --------- | ---- | ---- | ---- | ---- | ---- | ---- | ---- | ---- |
| Einwohner | 153  | 150  | 244  | 339  | 379  | 414  | 553  | 694  |

## Belege
1. 1 2  Eugen H. Th. Huhn: Deutsch-Lothringen. Landes-, Volks- und Ortskunde, Stuttgart 1875, S. 302 (google.books.de).
2. ↑  Wappenbeschreibung auf genealogie-lorraine.fr (französisch)